# Blåsippa
Blåsippa, Hepatica nobilis, är en ört som växer i skogsmark i tempererade områden av norra halvklotet. Carl von Linné gav blomman namnet Anemone hepatica men eftersom blåsippssläktet, Hepatica, ett tag betraktats som ett oberoende släkte fick växten ett nytt latinskt namn. 

## Beskrivning
Blåsippan blommar april–maj, före de flesta andra vårblommor, ibland redan under snösmältningen. Blomman är rödblå, skär eller vit och har 6-9 kronblad.
Den underjordiska, något snett ställda pelarstammen bär i sin spets vid eller strax ovanför jordytan en stor, övervintrande knopp, som i sin nedre del består av breda, tunt hinnaktiga, gråvita eller rödlätta fjäll (lågblad), och högre upp några späda anlag till vanliga örtblad. I bladvinklarna av såväl lågbladen som örtbladen sitter blomknoppar. I blomknopparna ligger alla blomdelarna färdiga redan på hösten och blomman kan slå ut genom att bara sträcka ut dem och ge dem den slutliga färgen. Bladanlagen utvecklas långsammare. Tidigt på våren finns vanligen också fjolårets blad ännu kvar, men de dör under försommaren, när de nya bladen blivit fullvuxna.
Rötterna kan fortleva i flera hundra år.
Efter blomningen är stängeln böjd mot jorden, och småfrukterna (nötterna) blir därför liggande i moderväxtens närhet. De sprids ibland genom myror. Detta kallas myrmekokori.
Blåsippan är fridlyst i hela Sverige och får inte plockas kommersiellt för försäljning, den får inte heller grävas upp. Man får inte plocka blåsippor alls i Hallands, Skåne, Stockholms, Västerbottens och delar av Västra Götalands län. Man får inte heller på något annat sätt skada växten.

## Habitat
Blåsippa växer i skogsmark i tempererade områden av norra halvklotet. I Norden återfinns den i södra och mellersta Skandinavien och i södra Finland.

### Kartor
- Norden (bild)

I södra Norge når blåsippa upp till 700 m ö h.
- Norra halvklotet (bild)

Områden för varianterna acutoloba, americana, asiatica och japonica är markerade.
- Blomningstidens början (bild)

Blomningen varar ca tre veckor.

## Biotop
Blåsippa växer på torr skogsmark, mest i lövskogar, igenvuxna lövängar och i granblandskogar.
Den gynnas av kalkhaltig mark.

## Etymologi
Släktnamnet Hepatica kommer av grekiska ἡπατικός (hēpatikós) =  leverliknande, av ἧπαρ (hêpar) = lever. Det syftar på utseendet av människans lever. Artepitetet nobilis är latin och betyder ädel, förnäm.
Det gamla släktnamnet Anemone kan härledas från grekiska Ἄνεμοι (Anemoi) = vindarna, ett antal smågudar, som styrde över vindar, som kom från olika håll. Överfört till latin kan anemone översättas med det enkla ordet sippa. Den grekiska mytologin förtäljer sålunda: När gudinnan Venus sörjde över sin stupade älskare Adonis hällde hon gudadrycken nektar över dennes blod. Därvid uppstod anemon-växterna, alltså sipporna.

## Medicinsk användning
Inom folkmedicinen har blåsippan haft utvärtes användning för att påskynda sårläkning. Detta användningsområde är numera dock huvudsakligen av kulturhistoriskt intresse. Använd del av växten är bladen. Verksamt ämne är glykosiden ranunculin, som spjälkas i glukos och protoanemonin.
Bladens form liknar en njures form. Enligt signaturläran kan därför blåsippa användas för att bota njursjukdomar. I andra fall har utseendet liknats vid en levers utseende. (Se avsnittet Bygdemål nedan.)
Inom skolmedicinen anges blåsippa som något giftig. Enligt Giftinformationscentralen innehåller den irriterande ämnen, och kan ge sveda i mun och svalg samt olika besvär i magen.

## Blåsippan som symbol
Blåsippan är symbol för:
- Det finska landskapet Tavastland[7]
- Konservativa Studentförbundet[8]
- Högerpartiet de konservativa[8]
- Högerpartiet i Svenska Kyrkan[8]
- Sverigedemokraterna

## Bygdemål
Blåsippan har flera namn på olika dialekter, exempelvis de i tabellen nedan.
| Namn          | Trakt                   | Förklaring |
| ------------- | ----------------------- | --- |
| Blåveror      |                         | Slutleden -veror, -veva, -viring och -virra är förvrängningar av ordet "vår", den tid då blåsippan blommar. |
| Blåveva       |                         | Slutleden -veror, -veva, -viring och -virra är förvrängningar av ordet "vår", den tid då blåsippan blommar. |
| Blåviring     |                         | Slutleden -veror, -veva, -viring och -virra är förvrängningar av ordet "vår", den tid då blåsippan blommar. |
| Blåvirra      |                         | Slutleden -veror, -veva, -viring och -virra är förvrängningar av ordet "vår", den tid då blåsippan blommar. |
| Leverblomma   |                         | Bladet påminner om en levers utseende, och enligt folkmedicinens signaturlära kunde därför blåsippa användas för att bota leversjukdomar. (I andra fall har liknelsen gällt njurars utseende. Se avsnittet Medicinsk användning ovan.) |
| Leverört      |                         | Bladet påminner om en levers utseende, och enligt folkmedicinens signaturlära kunde därför blåsippa användas för att bota leversjukdomar. (I andra fall har liknelsen gällt njurars utseende. Se avsnittet Medicinsk användning ovan.) |
| Killingblomma | Dalarna (Lima), Gotland | |

## Bilder

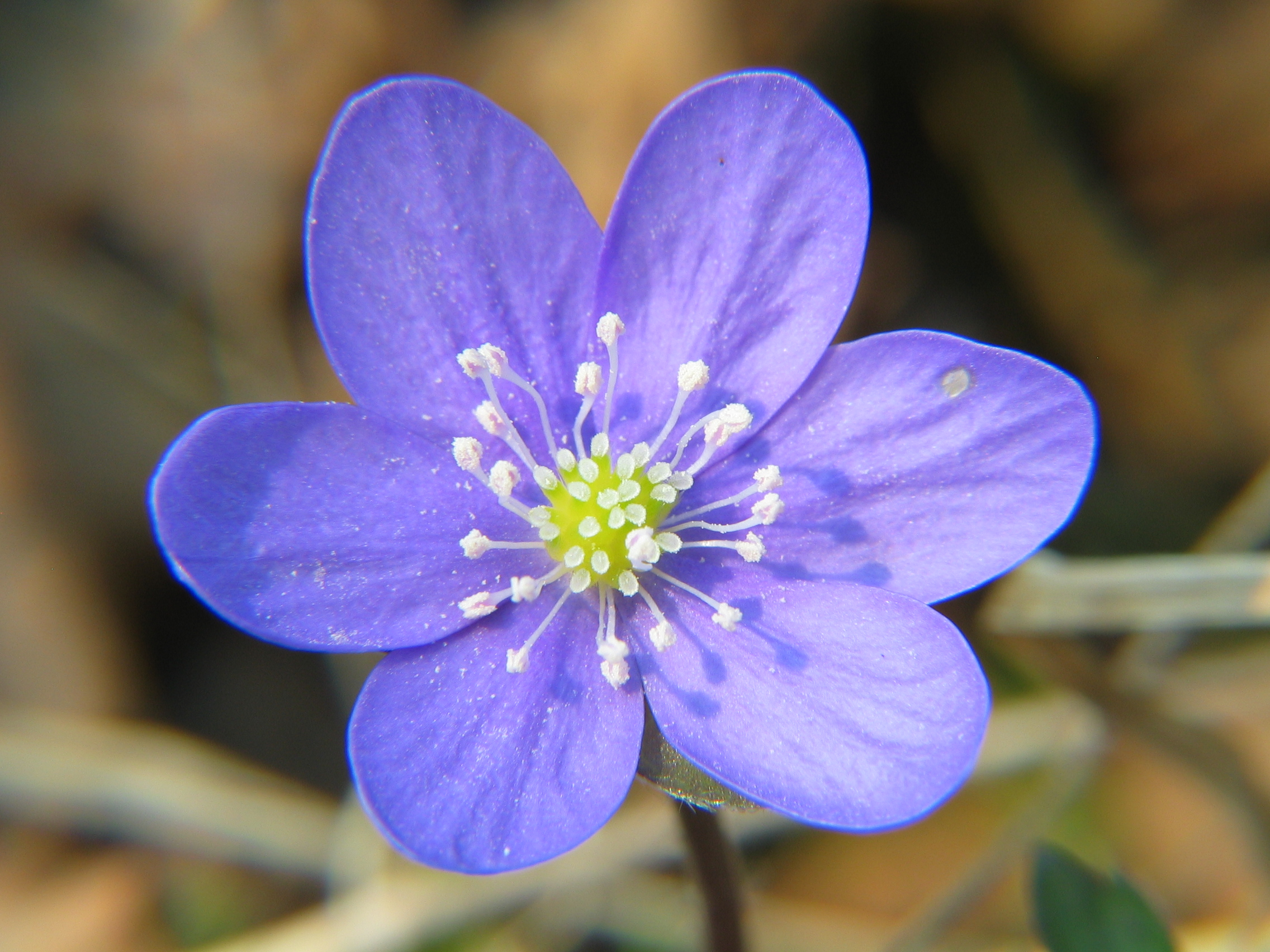
Närbild av blomman framifrån.
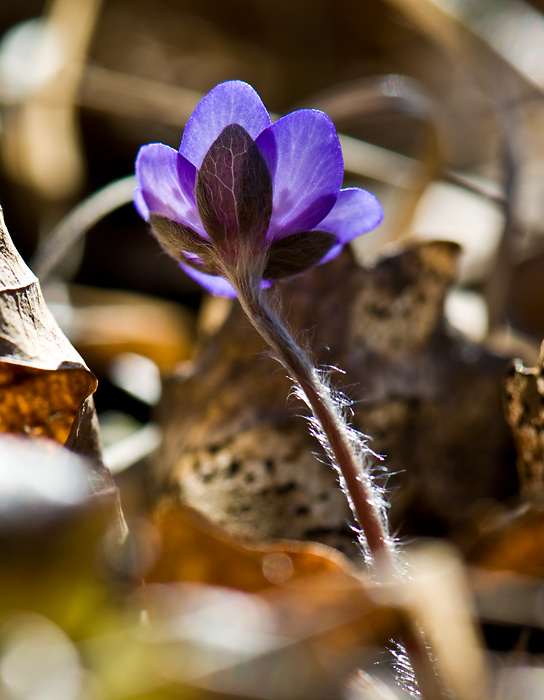
Blommans stjälk och undersida.
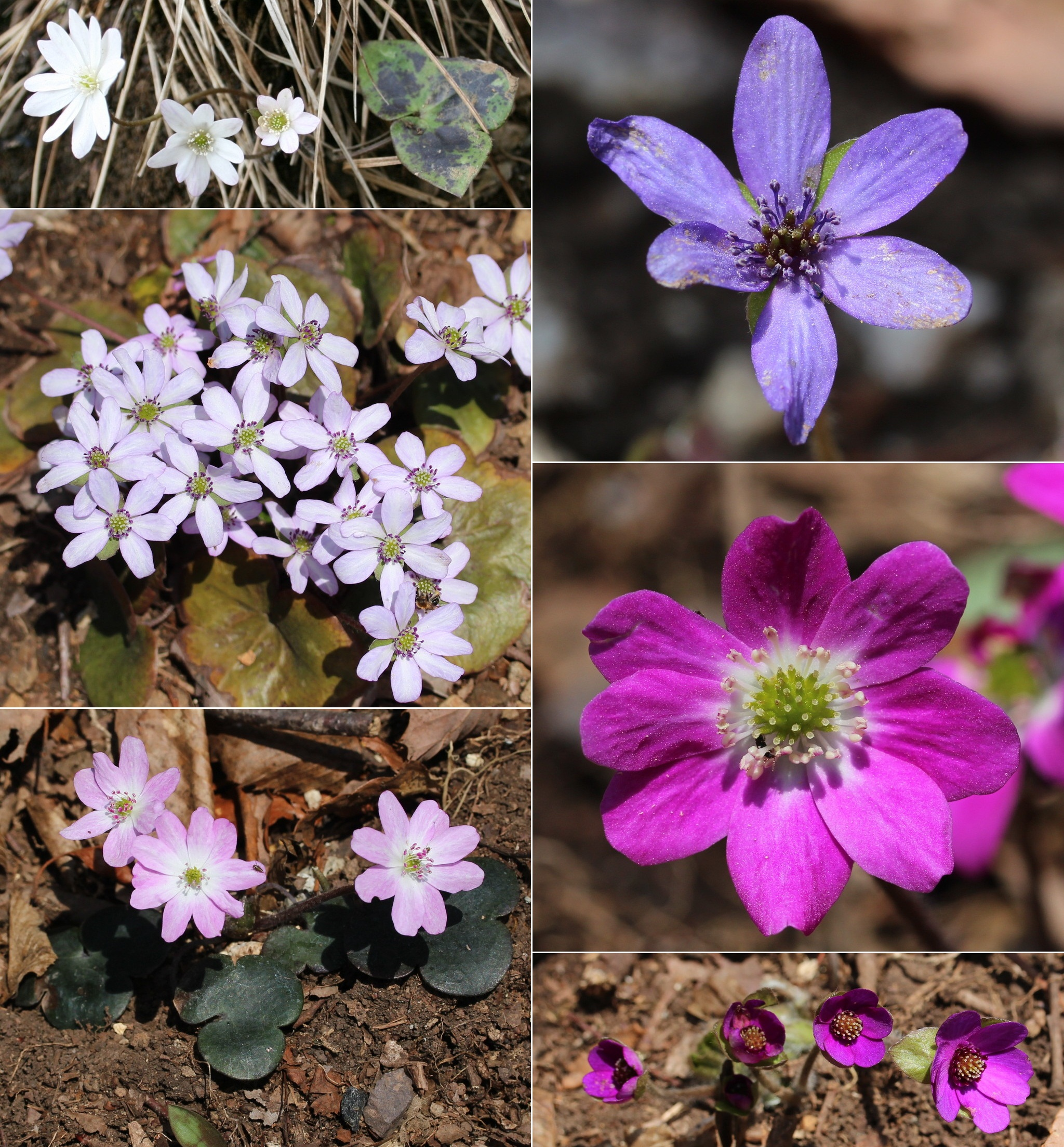
Olika färgvarianter.
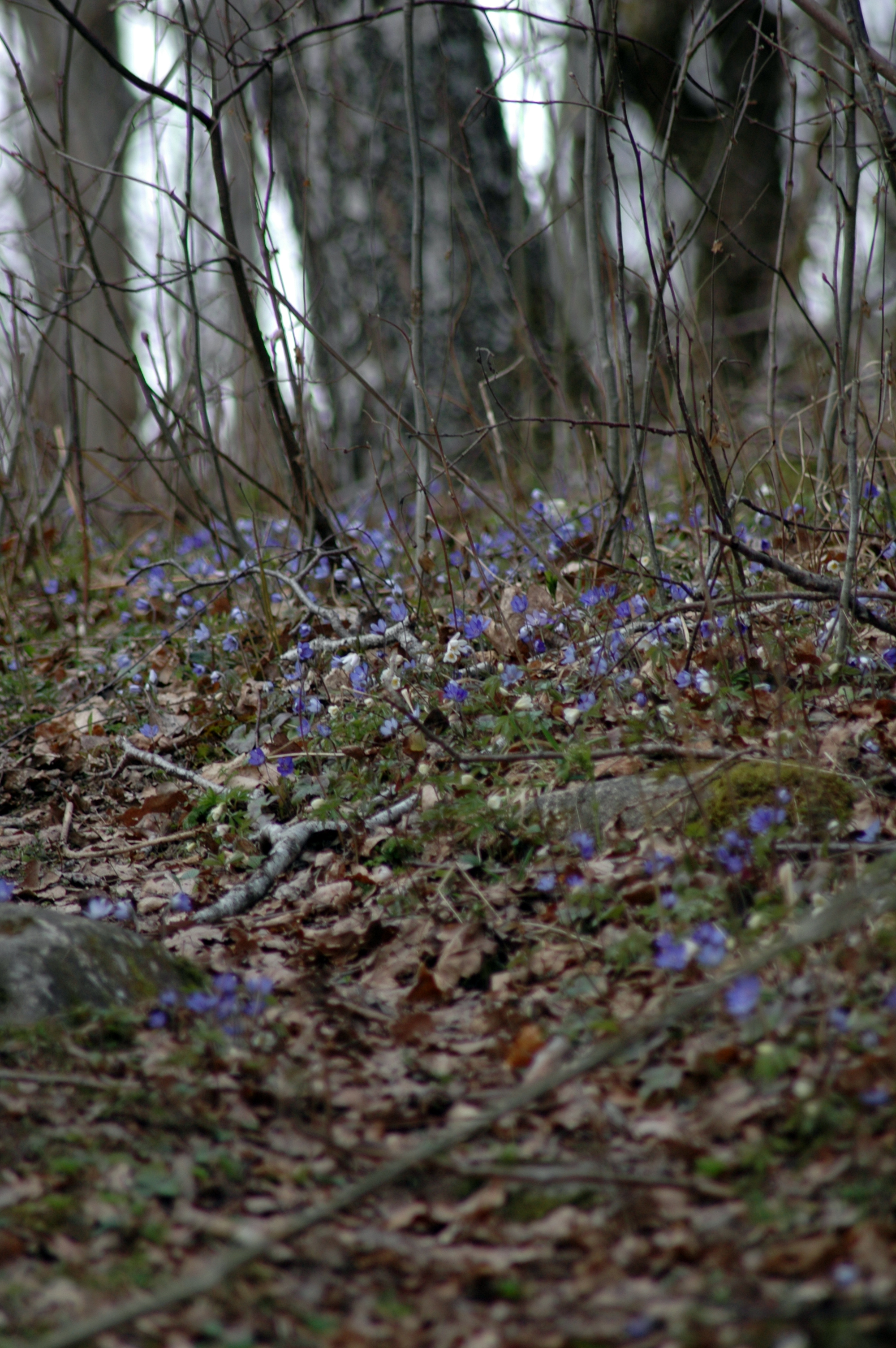
Blåsippor växer ofta många tillsammans.
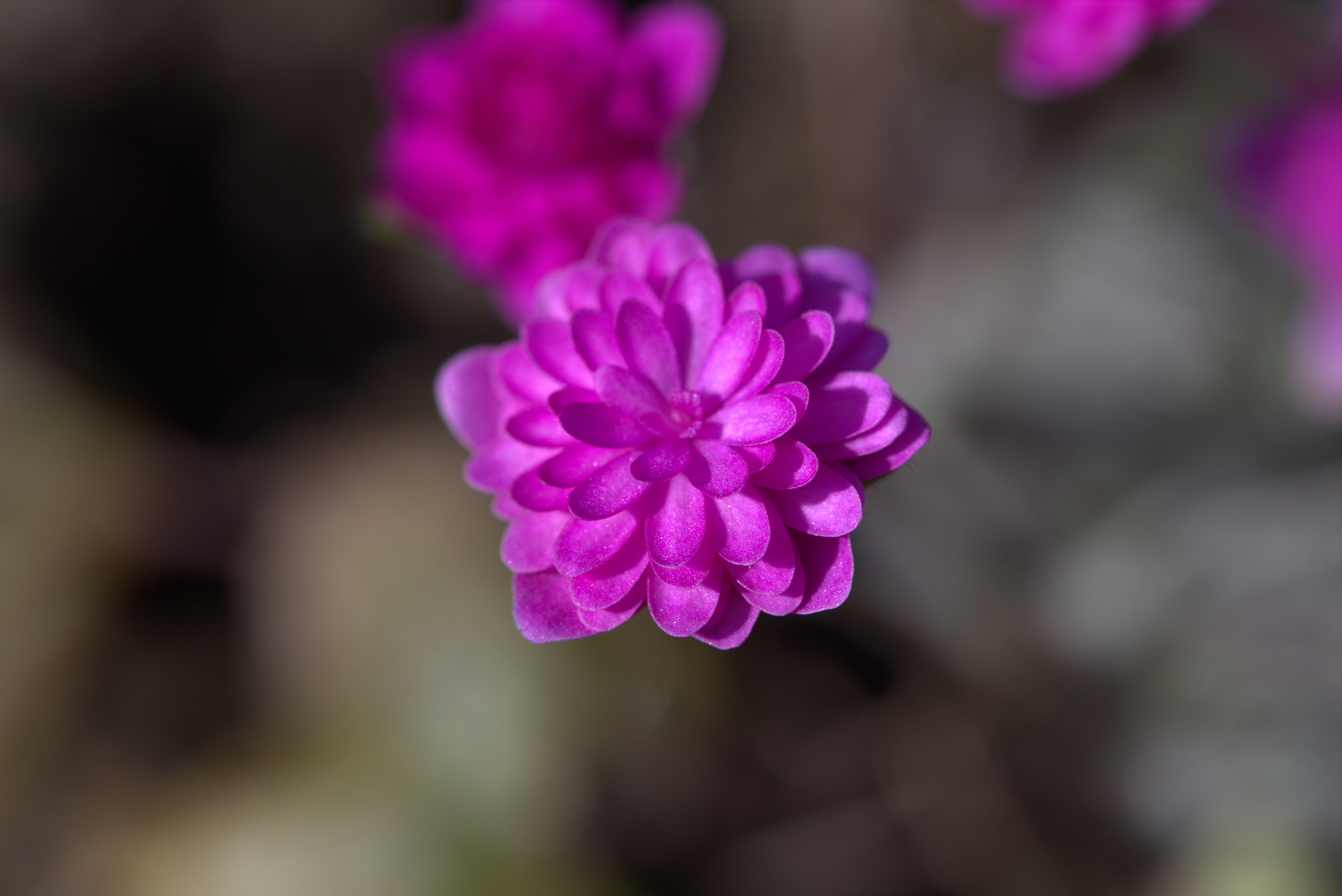
Odlingsformen 'Rubra Plena'.
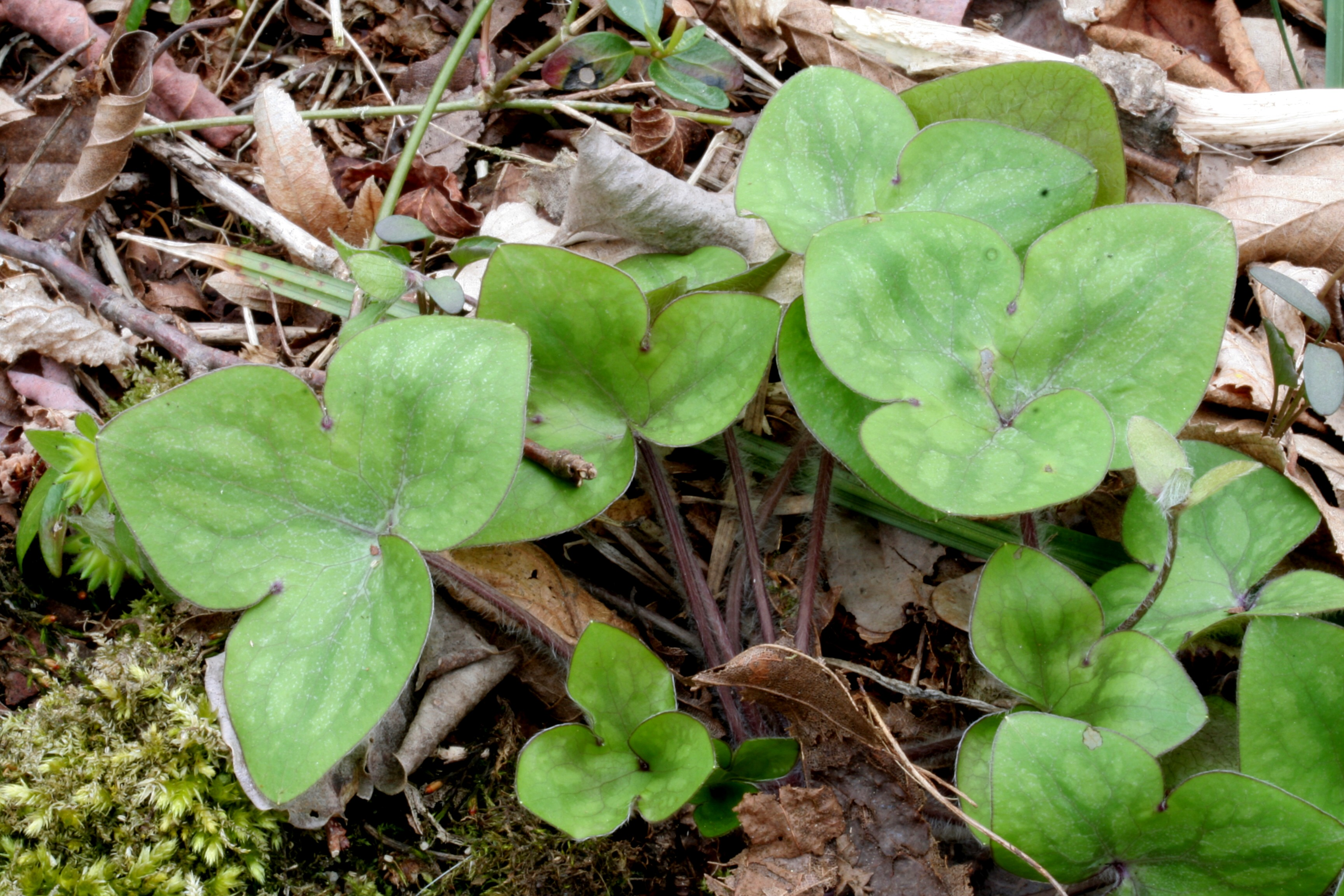
Blad
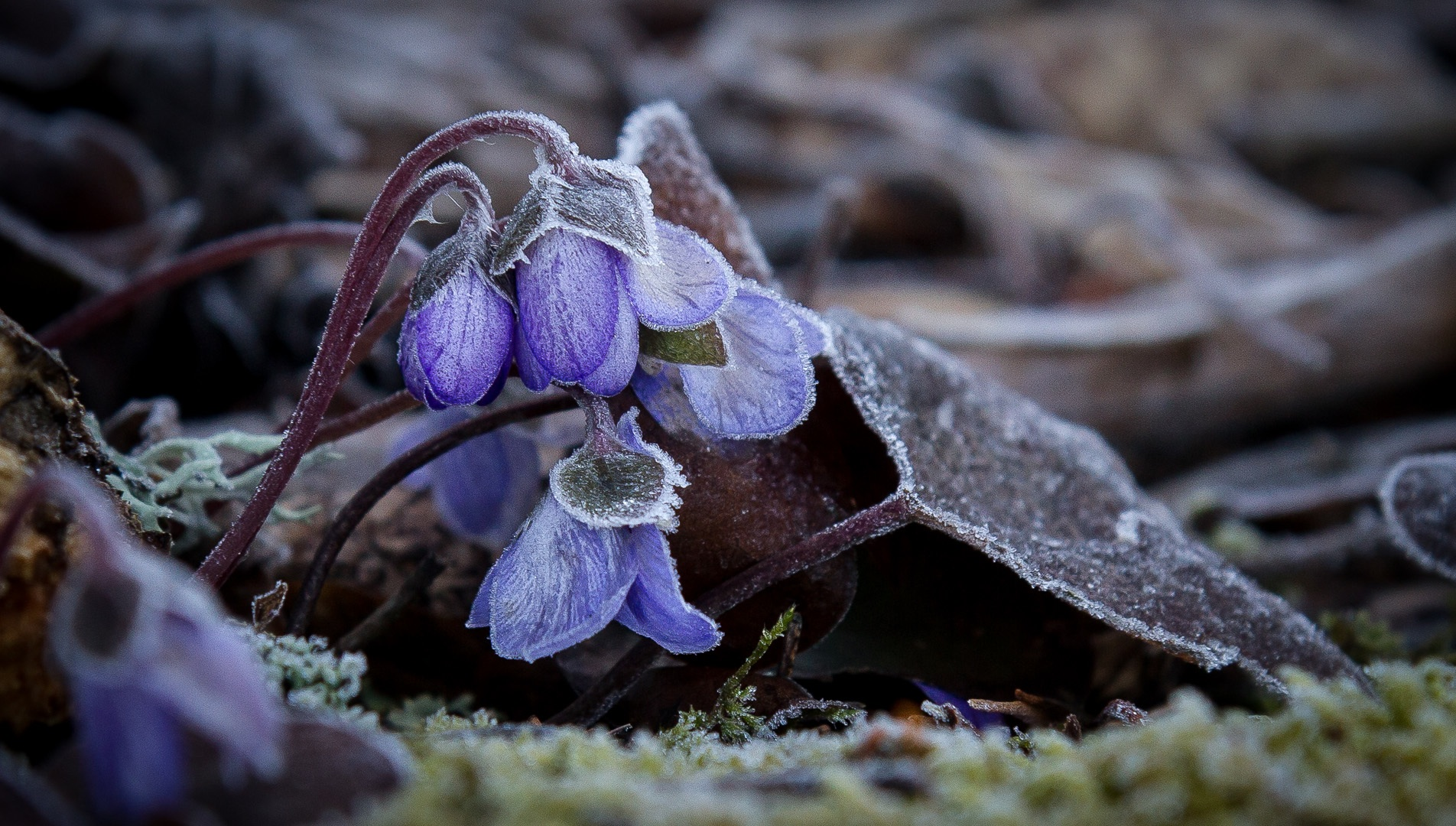
Blåsippan tål frost och snö. Den sträcker på sig när värmen kommer åter.